# 穰麌梨童女
穰麌梨童女（羅馬化：Jāṅgulī），又称常瞿利毒女、常瞿利童女、常求利、暨愚梨觀音，是佛教的一位神祇，记载于《佛說穰麌梨童女經》等佛经中。唐不空译《觀自在菩薩化身蘘麌哩曳童女銷伏毒害陀羅尼經》中为观世音菩萨的化身。
种子字为（𑖮𑖳𑖽 ）、（𑖌𑖼 ）、（𑖤𑖲𑖾 ）、（𑖥𑖲𑖾 ）。

## 形象
穰麌梨童女为16岁少女，七面四臂（藏传版本为一面三目四臂），肤色为绿色。持物为三叉戟（象征三宝真谛）、毒蛇（象征大悲心可克服毒蛇之怒）、孔雀羽毛（象征可治疗蛇毒之疾）和施无畏印。
|                        | 爾時世尊告諸苾芻：“我念往昔住雪山北，遊香醉山。見一童女，百福相好莊嚴其身，鹿皮為衣，以諸毒蛇而為瓔珞，將諸毒蟲蚖蝮之類，前後圍繞常為伴戲，飲毒漿，食毒果。”…… 修行者作先行成就法已，欲作法除毒之時，觀想自身為穰麌梨童女，身綠色，狀如龍女，具足七頭，項有圓光。應想四臂，右第一手持三戟叉，第二手執三五莖孔雀尾，左第一手把一黑蛇，第二手施無畏。又想七寶瓔珞、耳璫、環釧、臂脚釧，莊嚴其身，并以諸蛇用為瓔珞，想從一一毛孔流出火焰。 |
| ——《佛說穰麌梨童女經》 | |

## 图库

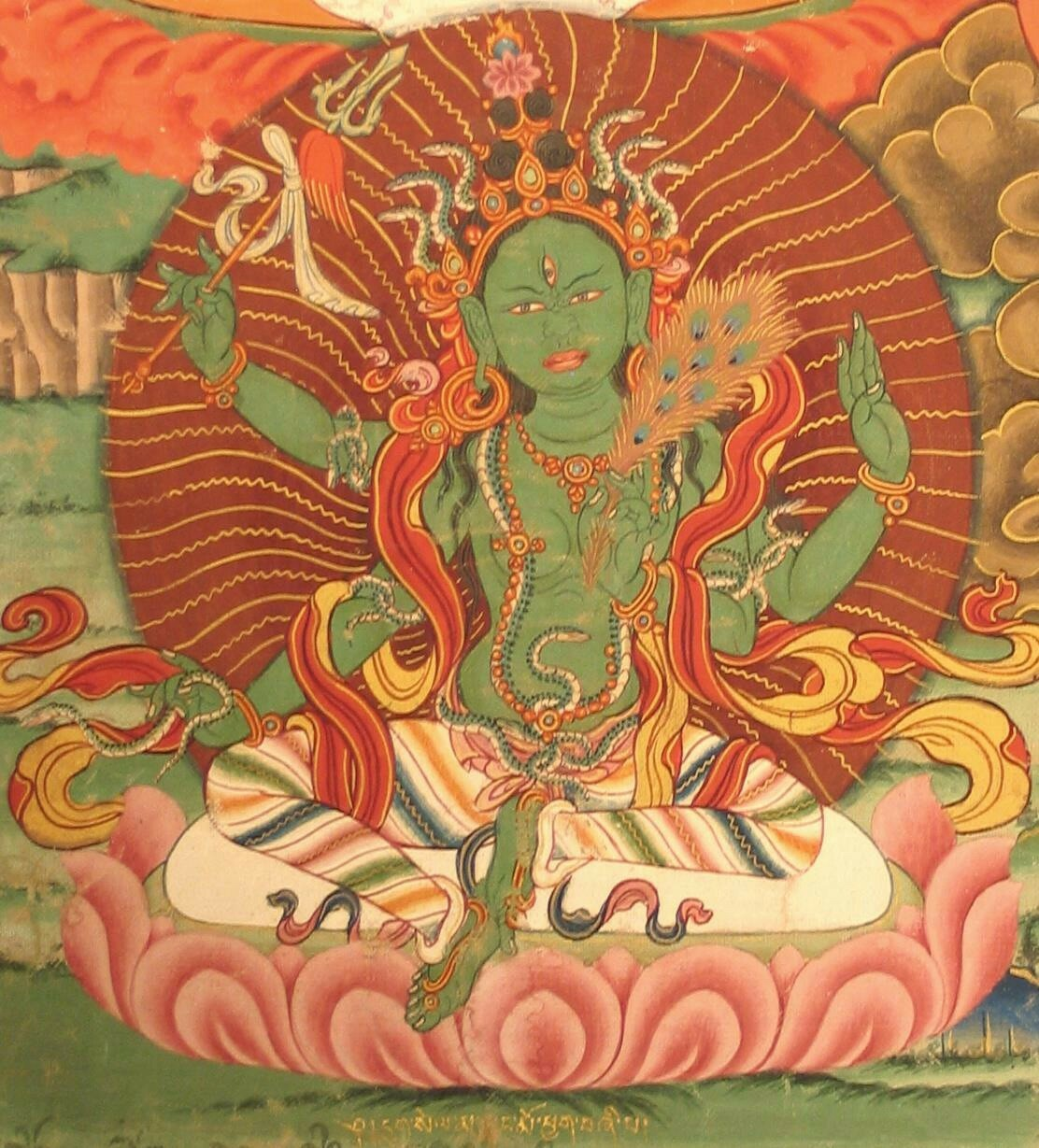
19世纪不丹唐卡，现藏于鲁宾艺术博物馆。
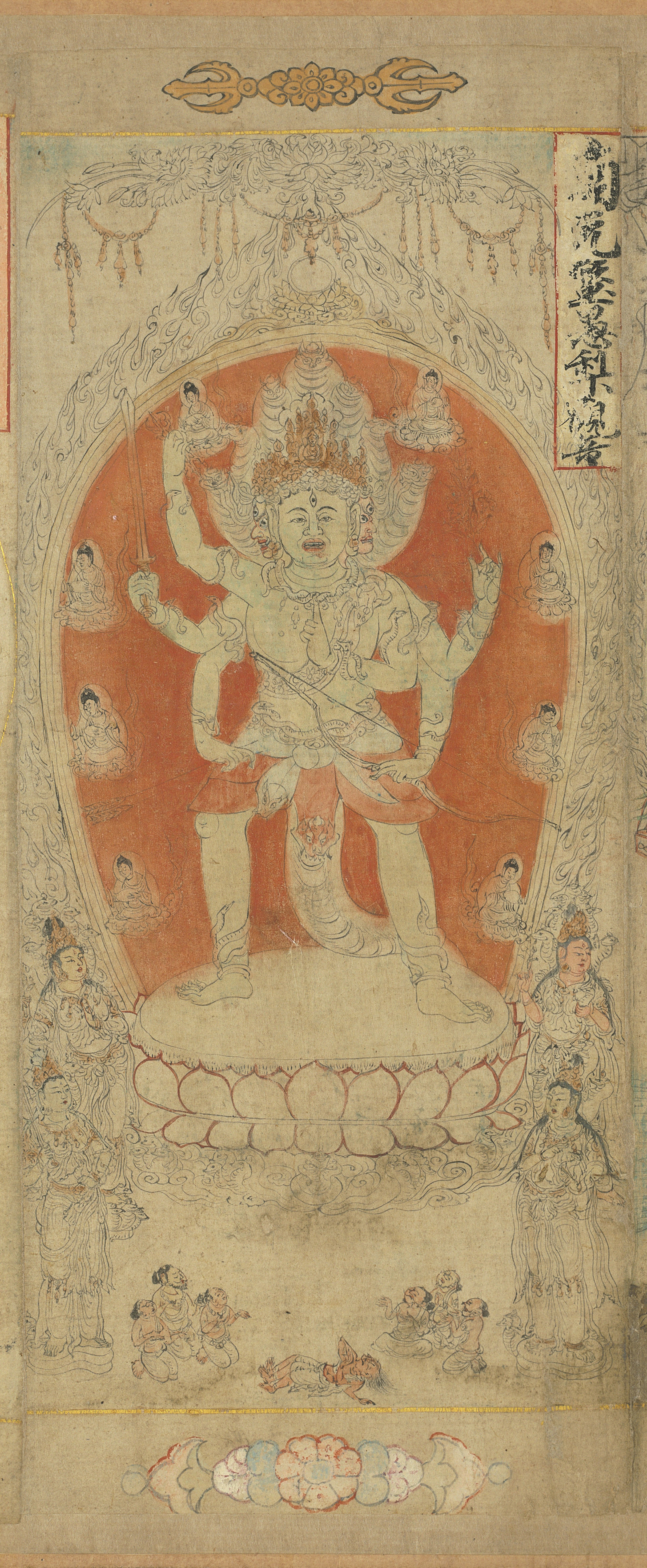
张胜温梵像卷中的忿怒相，榜题为“南无暨愚梨观音”。